# 潘必啶
潘必啶（英語：或1,2,2,6,6-Pentamethylpiperidine）是一种含氮有机化合物，分子式C10H21N，可作为神经节阻断剂，1958年为治疗高血壓开发。